# James Robson Douglas
James Robson Douglas (1876-1934) est un homme politique canadien qui fut le 13e Lieutenant-gouverneur de la province de Nouvelle-Écosse à compter du 21 janvier 1925. Il est né à Amherst, en Nouvelle-Écosse, et exerçait la profession de courtier. Douglas a démissionné de son poste de lieutenant-gouverneur le 24 septembre 1925, soit neuf mois après son mandat, et fut remplacé par James Tory.